# Hikaru Sulu
Hikaru Sulu is een personage uit het Star Trek universum. Hij werd gespeeld door Japans-Amerikaanse acteur George Takei, en later als jongere versie door de Zuid-Koreaanse acteur John Cho.

## Biografie
Hikaru Sulu werd geboren in 2237 in de stad San Francisco op Aarde. In 2265 kwam hij aan boord van de USS Enterprise NCC-1701 onder commando van kapitein James T. Kirk. Hij werkte hier eerst als onderzoeker, maar werd later aangesteld als piloot.
In 2290 werd hij kapitein van het ruimteschip USS Excelsior NCC-2000, waarmee hij een driejarige missie naar het Beta-Kwadrant uitvoerde. In 2293 hielp hij de USS Enterprise NCC-1701A in het ruimtegevecht tegen een Klingon prototype Bird of Prey dat kon schieten terwijl het gecamoufleerd was. Dit schip wilde zo verhinderen dat men naar de planeet Khitomer kon transporteren. Nadat de Bird of Prey vernietigd was, kon men op tijd neerstralen om een aanslag op de president van de Verenigde Federatie van Planeten te voorkomen.
Hij heeft een dochter en in Star Trek: Beyond blijkt hij een mannelijke partner te hebben.
Sulu's hobby's waren onder andere plantkunde en schermen.

## Filmografie
| Jaar | Titel                                  | Acteur       |
| ---- | -------------------------------------- | ------------ |
| 2016 | Star Trek: Beyond                      | John Cho     |
| 2013 | Star Trek Into Darkness                | John Cho     |
| 2009 | Star Trek                              | John Cho     |
| 1996 | Star Trek: Voyager (televisieserie)    | George Takei |
| 1991 | Star Trek VI: The Undiscovered Country | George Takei |
| 1989 | Star Trek V: The Final Frontier        | George Takei |
| 1986 | Star Trek IV: The Voyage Home          | George Takei |
| 1984 | Star Trek III: The Search for Spock    | George Takei |
| 1982 | Star Trek II: The Wrath of Khan        | George Takei |
| 1979 | Star Trek: The Motion Picture          | George Takei |
| 1966 | Star Trek (televisieserie)             | George Takei |